# 尤里·普列汉诺夫
尤里·谢尔盖耶维奇·普列汉诺夫（俄语：Юрий Сергеевич Плеханов；1930年5月20日—2002年7月10日），苏联中将，曾任苏共中央专员、苏共中央书记处书记、苏联克格勃主席接待室校级军官、苏联克格勃处长、苏联克格勃第九局局长。

## 生平
1930年，出生于莫斯科。1957年，入党。1960年，毕业于莫斯科函授师范学院。1964年，为苏共中央委员。1965年，任苏共中央书记处书记。1967年，任苏联克格勃主席接待室校级军官。1970年，任苏联克格勃第十二局局长。1981年，被授予中将军衔。1983年，任苏联克格勃第九局局长，负责保卫苏联领导人安全。
1990年，任苏联克格勃安全局局长、苏联克格勃委员会委员。1991年，参与八一九事件，8月18日带兵进入戈尔巴乔夫在克里米亚度假的别墅，帮助紧急状态委员会成员断绝戈尔巴乔夫与外界的联系并将其软禁。政变失败后，普列汉诺夫被逮捕。1994年，获得大赦。2002年，去世。